# Pierre Sicaud

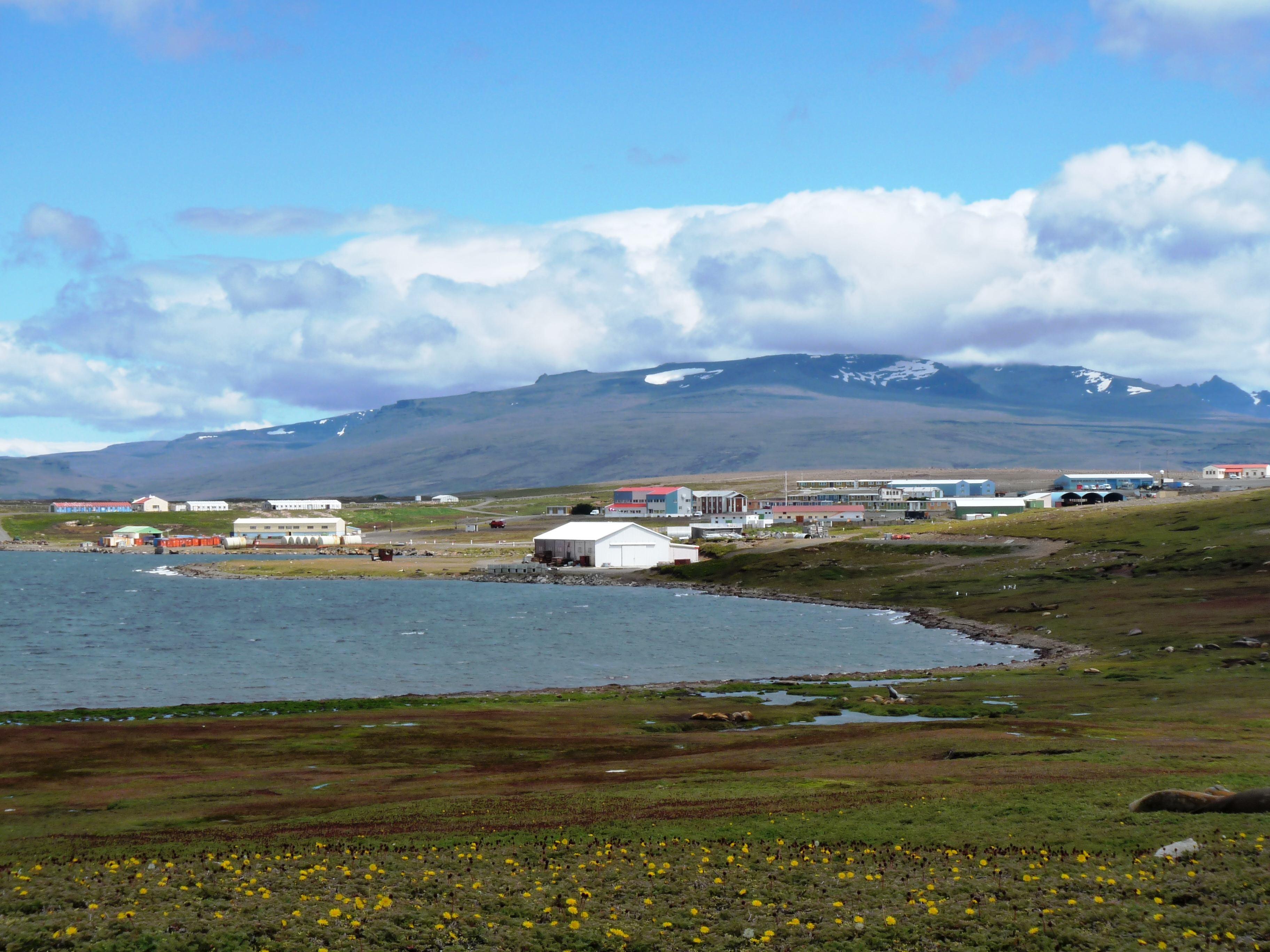
La station technique et scientifique de Port-aux-Français, aux îles Kerguelen, fondée en 1949 par Pierre Sicaud.

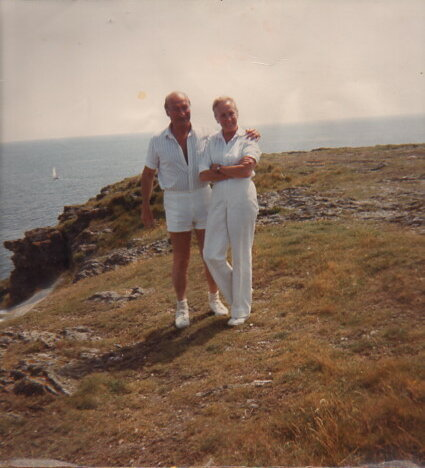
Pierre et Janine Sicaud sur l'île de Groix

Pierre René Jean Sicaud (14 mars 1911 - 15 janvier 1998) est une personnalité militaire française, gouverneur de la France d'outre-mer et lieutenant-colonel parachutiste de la France libre.

## Biographie
Pierre Sicaud est né au Mans le 14 mars 1911. Il obtient son baccalauréat à quinze ans avec 40 sur 40 à l'oral de philo. Entré le plus jeune de sa promotion, après sa sortie de l'École nationale de la France d'outre-mer (1928-1933), il est nommé à Madagascar comme élève administrateur à Morondava avant d'occuper le poste de chef du district de Belo-sur-Tsiribihina de 1935 à 1937. Il devient ensuite adjoint à l'Administrateur supérieur des Comores, sous-ordonnateur et chef de subdivision de Mayotte de 1938 à 1939. 
Durant son engagement dans la bataille de France en 1940, Pierre Sicaud est nommé lieutenant. Il est fait prisonnier par les Allemands et doit « creuser son trou » pour y être fusillé mais il sera épargné au dernier moment par un officier allemand. Puis il s'évade, traverse la Loire à la nage. Il retourne à Madagascar en 1941 comme chef de district de Majunga-banlieue, puis cherchant à rejoindre la France libre, il se fait nommer, d'avril à octobre 1942, adjoint au chef de subdivision de Djibouti d'où il passe en Somalie. Il y recrute des volontaires et avec un vieux bateau, affrété par la marine nationale française, passe le cap Horn, se faufile miraculeusement à travers les lignes des sous-marins allemands pour finalement rejoindre l'Angleterre, où se trouve le général de Gaulle.  C'est donc début 1943, qu'il rejoint les Forces aériennes françaises libres. Il s'illustre à Diré Daouna (Abyssinie). Il est parachuté dans la nuit du 4 au 5 août 1944 en tant que  SAS à l’intérieur des lignes ennemies à Lesneven en Bretagne (opération Derry), à l'approche de l'armée américaine en provenance du Débarquement de Normandie. Une rue porte désormais son nom à Plouvien. Il sera aussi engagé en Franche-Comté (opération Abel) à partir du 28 août 1944 et contre l'ultime poche allemande aux Pays-Bas (opération Amherst) début avril 1945.
Adoré par ses paras, Pierre Sicaud est nommé au rang de capitaine en octobre 1943, commandant à titre exceptionnel en novembre 1944 et enfin lieutenant-colonel. Il est décoré de la Distinguished Service Order (attribuée par le Roi George V), de la croix de guerre 1939-1945 (4 palmes une étoile), de la Légion d'honneur au grade de commandeur (avec six citations) et est fait chevalier du Lion néerlandais.
Après la guerre, il entre au cabinet du ministre de la France d'outre-mer, Marius Moutet. Il est ensuite détaché à la Direction générale de l'Aviation civile et commerciale pour l'étude de toutes les questions d'aéronautique et d’infrastructure aérienne dans les territoires d'Outre-Mer (oct 1947-juillet 1949). Il sera promu Administrateur en chef de la F.O.M. en juillet 1946 et de classe exceptionnelle en juillet 1951.
Ce haut fonctionnaire conduit de 1949 à 1950 une mission gouvernementale d'études aux îles Crozet et aux Kerguelen et fonde la station de Port-aux-Français durant sa première mission en 1951. Il y retournera en 1953 et rentrera en janvier 1954.  De 1955 à 1958, il occupe le poste de gouverneur de Saint-Pierre-et-Miquelon, puis de 1958 à 1961 celui de Polynésie française. Il arrive ainsi à Tahiti en octobre 1958, en pleine affaire Pouvanaa Oopa, quelques jours seulement après l'arrestation du leader anticolonialiste. La construction de l'aéroport international de Tahiti Fa'a'ā, qui entre en service en 1960, constitue le principal chantier de son mandat. « Je suis arrivé en bateau et reparti en avion » dira-t-il après avoir été congédié par Michel Debré, alors Premier ministre.
Pierre Sicaud quitte alors définitivement la fonction publique. Il travaille comme collaborateur dans un cabinet juridique et financier à Paris. Puis en 1963 il s'installe sur la côte d'Azur. Il écrit un roman partiellement autobiographique qui ne sera jamais publié, intitulé Pierre Joël, disponible sur le web. Ce n'est qu'en 1972, après deux années de combat politique contre l'administration de la région Provence-Alpes-Côte d'Azur (PACA), alors gouvernée par les socialistes[Information douteuse], qu'il réussit à créer l'Hospitalisation à domicile de Nice avec sa seconde épouse, Janine (née Richard).  
Il meurt le 15 janvier 1998, à l'âge de 86 ans, sur l'île de Groix. Pour sa contribution dans la conquête des terres australes et antarctiques françaises (TAAF) un timbre de 1999 d'une valeur de 3 francs, gravé par Pierre Albuisson, honore son souvenir.